# Кечмания 1
Кечмания (на английски: WrestleMania I) (по-късно известна като Кечмания 1) е първото събитие от поредицата Кечмания и първото изобщо pay-per-view (PPV) (само в избрани райони), продуцирано от Световната федерация по кеч (WWF). То се състои на 31 март 1985 г. в Madison Square Garden в Ню Йорк. Посещаемостта на събитието е 19 121 души.

## Обща информация
Събитието е гледано от над 1 милион зрители по платената телевизия, което го прави най-голямото кеч PPV по телевизията в Съединените щати по това време.
Шоуто се състои от девет професионални мача по кеч. В главното събитие Хълк Хоган и Мистър Ти побеждават Пол Орндорф и Роди Пайпър. Също така, Уенди Рихтер побеждава Лейлани Кай, за да спечели Титлата при жените на WWF, а Николай Волкоф и Железният шейх побеждават Американския експрес (Майк Ротундо и Бари Уиндъм), за да спечелят Световните отборни титли на WWF. Световните гости знаменитости са бившия шампион по бокс в тежка категория Мохамед Али като рефер, бейзболистът / мениджър Били Мартин като говорител на ринга и музикант-актьорът Либерачи като хронометър.

## Резултати
| №                                         | Резултати | Правила                                                            | Време |
| ----------------------------------------- | --- | ------------------------------------------------------------------ | ----- |
| 1                                         | Тито Сантана побеждава Екзекутора чрез предаване                                                                         | Индивидуален мач                                                   | 4:50  |
| 2                                         | Кинг Конг Бънди (с Джими Харт) поб. Специалната Доставка Джоунс                                                          | Индивидуален мач                                                   | 0:23  |
| 3                                         | Рики Стиймбоут поб. Мат Борн                                                                                             | Индивидуален мач                                                   | 4:38  |
| 4                                         | Брутъс Бийфкейк (с Джони Валиънт) срещу Дейвид Самартино (с Бруно Самартино) приключва с двойна дисквалификация          | Индивидуален мач                                                   | 11:44 |
| 5                                         | Джънкярд Дог поб. Грег Валънтайн (ш) (с Джими Харт) чрез отброяване                                                      | Индивидуален мач за Интерконтиненталната титла на WWF              | 6:55  |
| 6                                         | Шелезният шейк и Николай Волкоф (с Фреди Бласи) поб. Американския експрес (Майк Ротундо и Бари Уиндъм) (ш) (с Лу Албано) | Отборен мач за Световните отборни титли на WWF                     | 6:56  |
| 7                                         | Андре Гиганта поб. Големия Джон Стъд (с Боби Хийнън)                                                                     | Кариера срещу тръшване за 15.000$                                  | 5:54  |
| 8                                         | Уенди Рихтър (със Синди Лупър) поб. Лейлани Кай (ш) (с Невероятната Мула)                                                | Индивидуален мач за Титлата при жените на WWF                      | 6:12  |
| 9                                         | Хълк Хоган и Мистър Ти (с Джими Снука) поб. Пол Орндорф и Роди Пайпър (с Боб Ортън)                                      | Отборен мач с Мохамед Али и Пат Патерсън като специални гост съдии | 13:24 |
| - (ш) – указва шампиона/шампионите в мача | |                                                                    |       |